# Gmina Popów
Die Gmina Popów ist eine  im Powiat Kłobucki der Woiwodschaft Schlesien in Polen. Der Gemeindesitz befindet sich im Ort Zawady mit etwa 950 Einwohnern.

## Gliederung
Zur Landgemeinde Popów gehören 17 Dörfer mit einem Schulzenamt:
Annolesie
Brzózki
Dąbrowa
Dąbrówka
Dębie
Florianów
Kamieńszczyzna
Kule
Nowa Wieś
Płaczki
Popów
Rębielice Królewskie
Wąsosz Dolny
Wąsosz Górny
Więcki
Zawady
Zbory
Weitere Orte der Gemeinde sind Antonie, Lelity, Marianów, Osiniec, Smolarze, Strębce, Wąsosz, Wrzosy und Zbory-Młyn.

## Politik

### Bürgermeister
An der Spitze der Verwaltung steht der Gemeindevorsteher. Seit 2006 war dies Bolesław Świtała, der 2018 nicht mehr antrat. Bei der turnusmäßigen Wahl im April 2024 kam es zu folgendem Ergebnis:
- Jan Kowalik (Wahlkomitee „Gemeinsam können wir mehr erreichen – Koalition der Lokalverwaltungen“) 66,1 % der Stimmen
- Wioletta Pierz (Wahlkomitee „Einwohner der Gemeinde Popów“) 20,1 % der Stimmen
- Renata Leszcz (TD) 13,8 % der Stimmen

Damit wurde Amtsinhaber Kowalik bereits im ersten Wahlgang wiedergewählt.
Die turnusmäßige Wahl im Oktober 2018 führte zu folgendem Ergebnis:
- Jan Kowalik (Wahlkomitee „Gemeinsam für die Gemeinde Popów“) 30,8 % der Stimmen
- Paweł Zatoń (Wahlkomitee „Gerechte Gemeinde Popów“) 26,0 % der Stimmen
- Tomasz Randak (Wahlkomitee „Gemeinsame Zukunft und Entwicklung“) 18,3 % der Stimmen
- Dariusz Zych (Wahlkomitee „Für junge Menschen – Dariusz Zych“) 13,5 % der Stimmen
- Ewa Kardas-Bernaś (Wahlkomitee „Lokale Verwaltung und Demokratie in der Gemeinde Popów“) 11,5 % der Stimmen

In der damit notwendigen Stichwahl setzte sich Kowalik mit 57,3 % der Stimmen gegen Amtsinhaber Zatoń durch und wurde zum neuen Gemeindevorsteher gewählt.

### Gemeinderat
Der Gemeinderat von Popów besteht aus 15 Mitgliedern, die in Einzelwahlkreisen gewählt werden. Die Wahl 2024 führte zu folgendem Ergebnis:
- Wahlkomitee „Gemeinsam können wir mehr erreichen – Koalition der Lokalverwaltungen“ 46,1 % der Stimmen, 8 Sitze
- Wahlkomitee „Einwohner der Gemeinde Popów“ 23,6 % der Stimmen, 3 Sitze
- Trzecia Droga (TD) 21,8 % der Stimmen, 3 Sitze
- Wahlkomitee „Gute Veränderung“ 2,9 % der Stimmen, 1 Sitz
- Übrige 5,6 % der Stimmen, kein Sitz

Die Wahl 2018 führte zu folgendem Ergebnis:
- Wahlkomitee „Lokale Verwaltung und Demokratie in der Gemeinde Popów“ 24,0 % der Stimmen, 3 Sitze
- Wahlkomitee „Gemeinsam für die Gemeinde Popów“ 18,7 % der Stimmen, 1 Sitz
- Wahlkomitee „Gerechte Gemeinde Popów“ 18,0 % der Stimmen, 4 Sitze
- Wahlkomitee „Gemeinsame Zukunft und Entwicklung“ 16,0 % der Stimmen, 3 Sitze
- Wahlkomitee „Für junge Menschen – Dariusz Zych“ 10,3 % der Stimmen, kein Sitz
- Wahlkomitee Jerzy Kasprzak 7,1 % der Stimmen, 3 Sitze
- Prawo i Sprawiedliwość (PiS) 4,2 % der Stimmen, 1 Sitz
- Übrige 1,8 % der Stimmen, kein Sitz

## Verkehr
Der ehemalige Haltepunkt Annolesie an der Bahnstrecke Chorzów–Tczew liegt im Gemeindegebiet.